# Василенко, Иван Дмитриевич
Ива́н Дми́триевич Василе́нко (8 [20] января 1895, Макеевка, область Войска Донского — 26 мая 1966, Таганрог, Ростовская область, РСФСР, СССР) — русский советский писатель.

## Биография
Родился 8 (20) января 1895 года в селе Макеевка в семье волостного писаря. Через 7 лет семья Василенко переехала в Таганрог.
В 1911 году Иван Василенко с отличием окончил четырёхклассное городское училище. Самостоятельно подготовился и в 1912 году сдал экзамены на звание учителя начальных училищ при Таганрогской классической мужской гимназии. Работал учителем в школе хутора Ново-Бессергеневка. Поступил в Белгородский учительский институт, но вскоре был исключён за организацию марксистского кружка. Вследствие этого дальнейший путь Василенко к преподавательской деятельности был закрыт, и он работал счетоводом в Таганрогском земельном банке. До 1917 года участвовал в революционном движении. Член РКП(б) с 1920 года. В 1917—1922 годах на профсоюзной, а в 1922—1934 годах — на педагогической работе. Василенко стал писателем в 39 лет, будучи прикованным к постели тяжёлым обострением туберкулёза.
В первые месяцы войны ушёл на фронт единственный сын писателя, Фёдор (1921—1941). Он учился в Качинском авиационном училище, был лётчиком-истребителем и героически погиб в воздушном бою под Конотопом. Сам Василенко в октябре 1941 года эвакуировался из Таганрога в Нальчик, работал в местной газете, выступал с чтениями в госпиталях. Покинув Нальчик незадолго до его оккупации, работал во фронтовых газетах. После освобождения Таганрога вернулся туда.
Иван Василенко был, по словам Л. В. Шемшелевича, человеком чеховского характера, чутким, добрым, скромным до застенчивости.
Член СП СССР с 1944 года. И. Д. Василенко участвовал в ростовских альманахах и в целом ряде журналов — «Пионер», «Молодая гвардия» и др. Писатель-педагог пишет о детях и для детей. Имя его пользуется заслуженной популярностью среди юных читателей. В годы Великой Отечественной войны писатель работал в армейской печати. Одновременно им было написано несколько повестей и рассказов для детей («План жизни», «Приказ командира», «Живая вода», «Повесть о зелёном сундучке» и другие).
Умер 26 мая 1966 года в Москве. Похоронен на старом городском кладбище в Таганроге.

### Творчество
Первой публикацией Василенко стал рассказ «Волшебная шкатулка», напечатанный в журнале «Пионер» в 1938 году. В качестве писателя его «открыл» русский литератор В. В. Вересаев. В 1944 году в «Литературной газете» он писал: «Передо мной… талантливый, совершенно сложившийся писатель, со своим языком, с великолепной выдумкой, с живыми образами».
За 30 лет творческой жизни книги Василенко выдержали 130 изданий на 27 языках народов СССР. Многие произведения писателя переведены на чешский, немецкий, польский, болгарский, румынский, французский, английский языки. Все произведения Василенко были о детях. Но среди них можно выделить наиболее полюбившихся читателю героев Артёмку Загоруйко и Митю Мимоходенко.
По произведениям «Звёздочка», «Артёмка в цирке», «Волшебная шкатулка» созданы фильмы «Навстречу жизни» (1952) (режиссёр Николай Лебедев), «Приключения Артёмки» (1956) (режиссёр Андрей Апсолон), «Волшебный круг» (1976), «Золотые туфельки» (1981) (режиссёр Валентин Козачков).

#### Артёмка
В данном цикле произведений центральным персонажем выступил один из любимейших героев писателя, неунывающий и всепобеждающий Артёмка Загоруйко.
- Волшебная шкатулка (1938)
- Артёмка в цирке (1939)
- Артёмка у гимназистов (1946)
- Заколдованный спектакль (1950)
- Золотые туфельки (1958)

#### Жизнь и приключения Заморыша
Цикл повестей о Мите Мимоходенко.
- Общество трезвости (1962)
- Весна (1962)
- Подлинное скверно (1962)
- В неосвящённой школе (1962)
- Волшебные очки (1963)

### Награды и премии
- Сталинская премия третьей степени (1950) — за повесть «Звёздочка» (1948)
- орден «Знак Почёта»

### Память

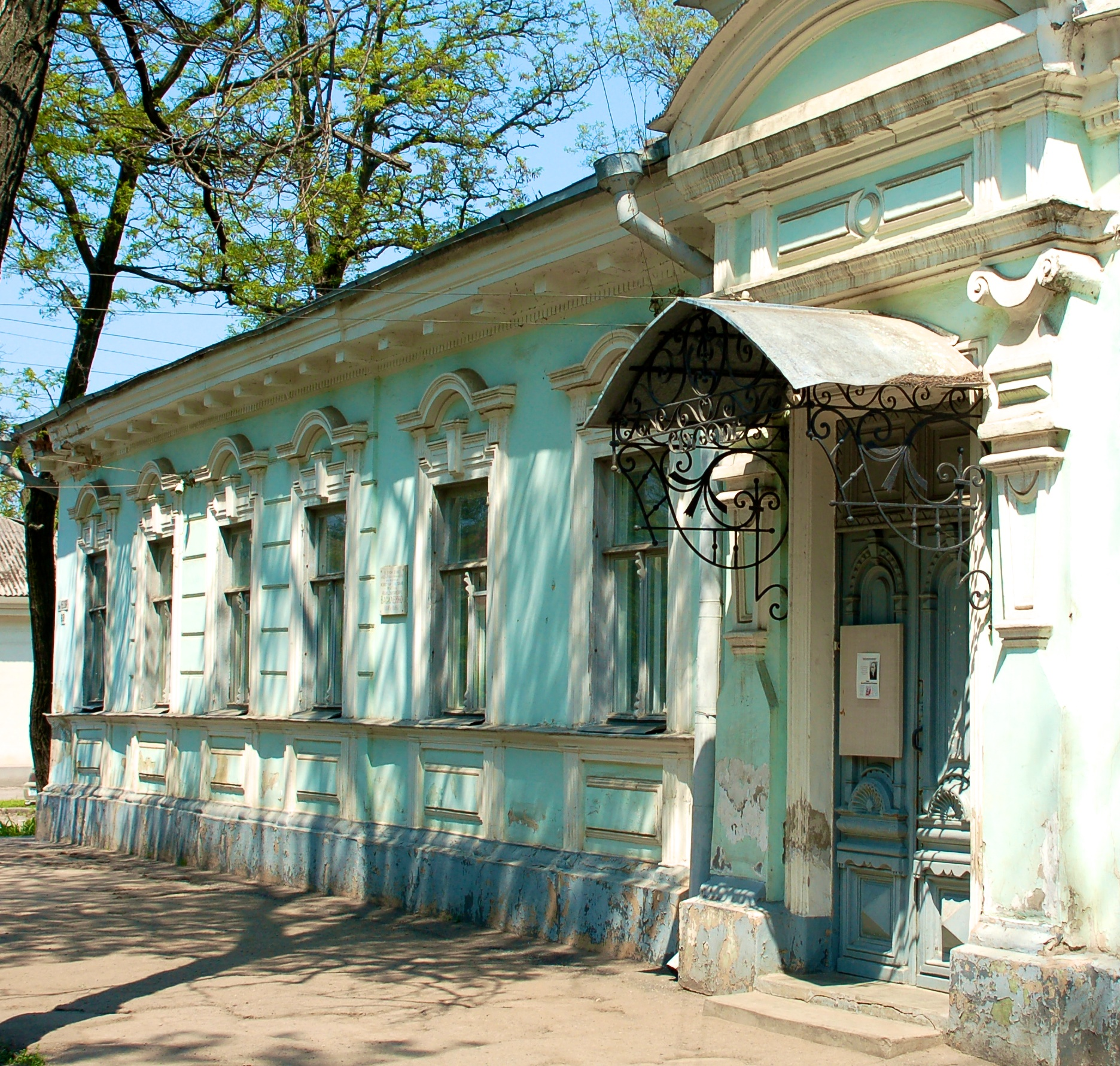
Дом-музей Василенко

- В Таганроге, в доме постройки 1906 года (ул. Чехова, 88), где писатель со своей многочисленной семьёй жил с 1923 по 1966 год, устроен Дом-музей И. Д. Василенко.
- Именем И. Д. Василенко названа Детская библиотека в Таганроге (филиал Таганрогской городской публичной библиотеки имени А. П. Чехова).
- В мае 2010 года в Таганроге, рядом с домом писателя, был открыт памятник литературному герою Ивана Василенко — Артёмке (скульптор — Давид Бегалов)[7].
- Именем И. Д. Василенко названа Новобессергеневская средняя школа, где писатель в 1914 году работал учителем. В 2012 году на здании школы открыта мемориальная доска. Также в школьном музее есть небольшая экспозиция, посвящённая жизни и творчеству И. Д. Василенко[8].